# Čínská republika (Wang Ťing-wejův režim)
V březnu 1940 čínský kolaborant Wang Ťing-wej, významný člen Kuomintangu a rival Čankajška, ustanovil orgán známý jako Reorganizovaná národní vláda, který sama sebe pasoval na oficiální hlas Čínské republiky (中華民國, Zhōnghuá Mínguó, český přepis Čung-chua Min-kuo). Jednalo se o japonský loutkový stát. Dále bývá tato kolaborantská vláda označovaná jako Wang Ťing-wejův režim (čínsky: 汪精衛政權 pinyin: Wāng Jīngwèi Zhèngquán, český přepis: Wang Ťing-wej Čeng-čchüan), Nankingští nacionalisté, Nankingská republika nebo Nankingský režim (vláda Čínské republiky ustanovila provizorní hlavní město v Čchung-čchingu, zatímco tato vláda sídlila v Japonci dobytém Nankingu), kolaboranti ji označovali „Nová Čína“. Reorganizovaná národní vláda se tak stala jedním z japonských loutkových států, vytvořených za druhé čínsko-japonské války (1937–1945).

Vlajka do roku 1943 s mottem (žlutá část vlála samostatně nad ní)

Wang Ťing-wej byl původně levicově zaměřený vlivný politik Kuomintangu (KMT), vůdce frakce reorganizacionistů, kteří v březnu 1940 přišli s plánem na vytvoření protiváhy Čankajškovy vlády v Čchung-čchingu na straně Japonců. Na Japonci okupovaném území vlastní Číny se prohlašovali za oprávněnou vládu Čínské republiky. Nezměnili vlajku, znak ani hymnu. Pouze z praktických důvodů a na žádost Japonců byl později přidán praporek s heslem Mír, Antikomunismus, národní výstavba, který měl stejně vyzbrojenou armádu japonského spojence odlišovat. Nikdo tuto vládu diplomaticky neuznal (kromě států Paktu proti Kominterně). Tato vláda, uznaná Japonci jako hlas okupované vlastní Číny, později absorbovala několik podobných či menších loutkových států[zdroj⁠?!] po celé Číně včetně Mengkukua, i když v tomto případě to nemělo nikdy velký vliv.
Tato vláda formálně vyhlásila válku Spojencům dne 9. ledna 1943.[zdroj⁠?!]

## Galerie

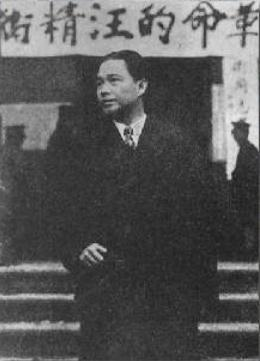
Wang Ťing-wej
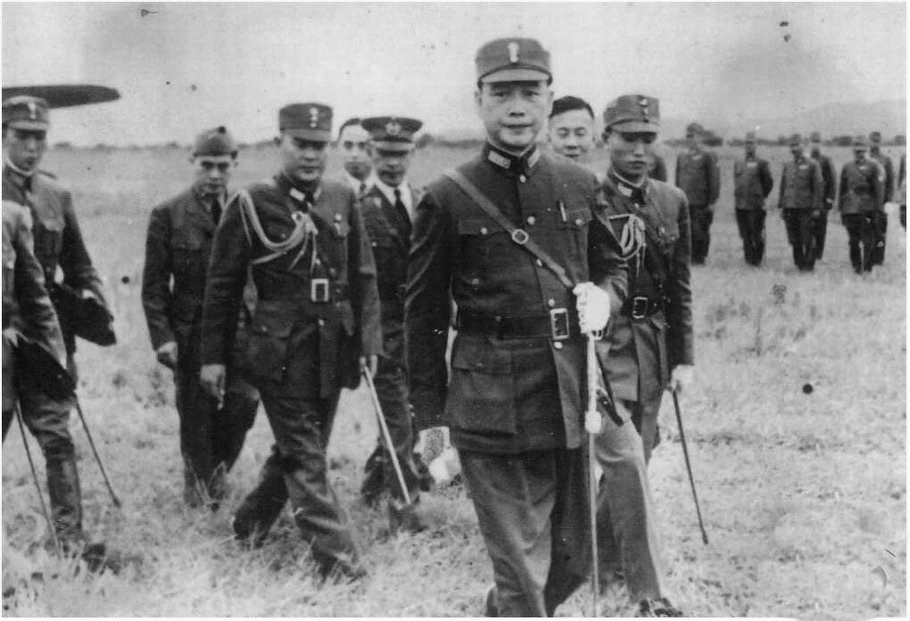
Wang Ťing-wej s armádními důstojníky
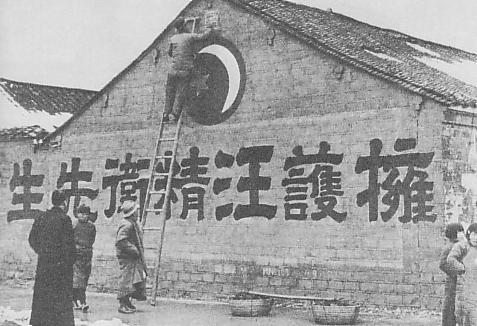
nápis vyjadřující podporu Wang Ťing-wejovi
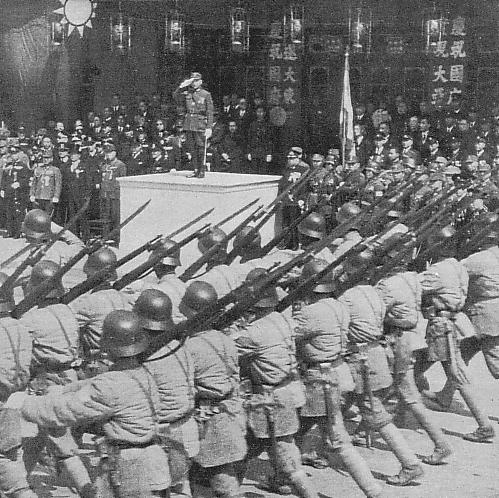
vojenská přehlídka Wang Ťing-wejova režimu
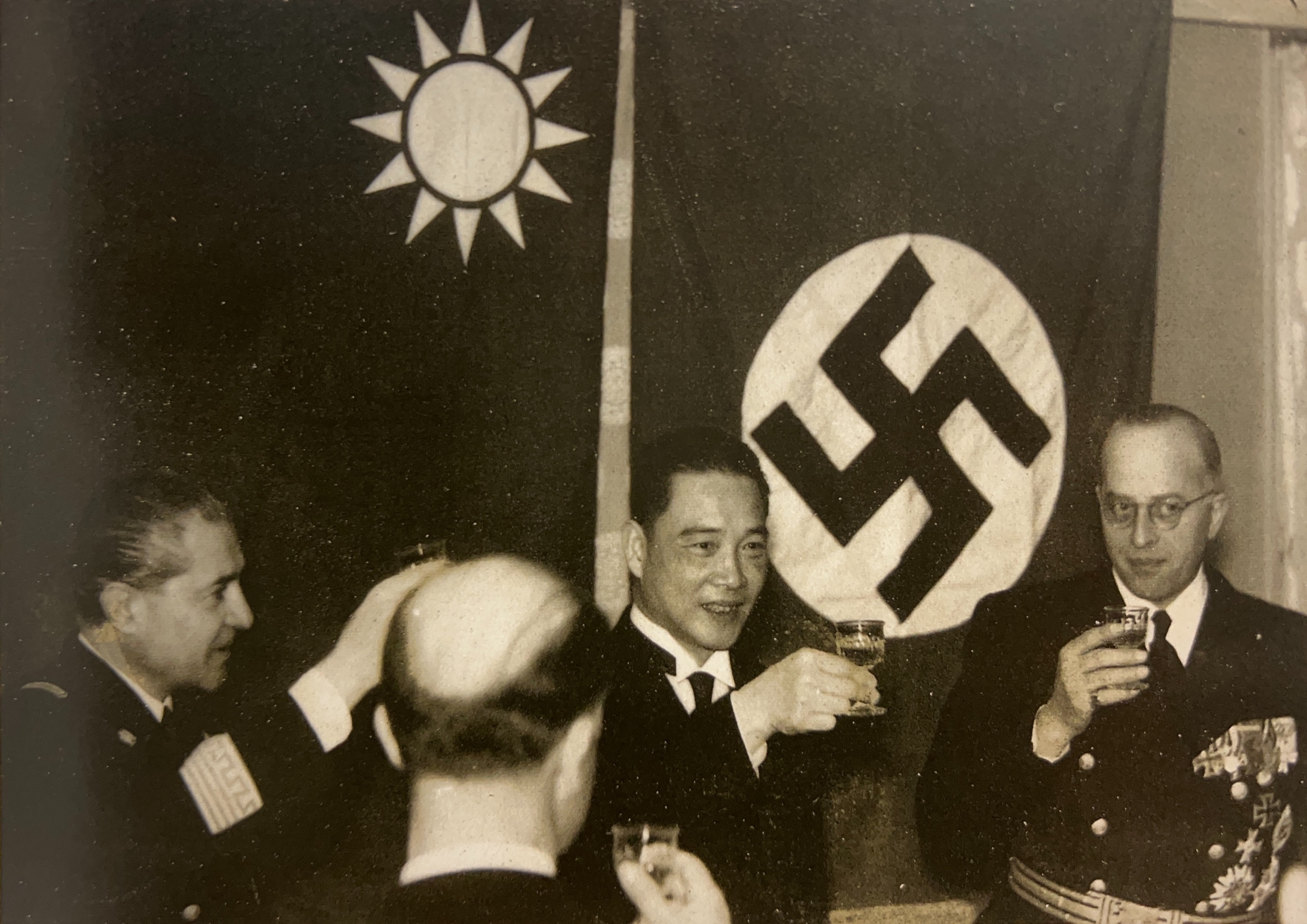
Wang Ťing-wej na německé ambasádě v roce 1941
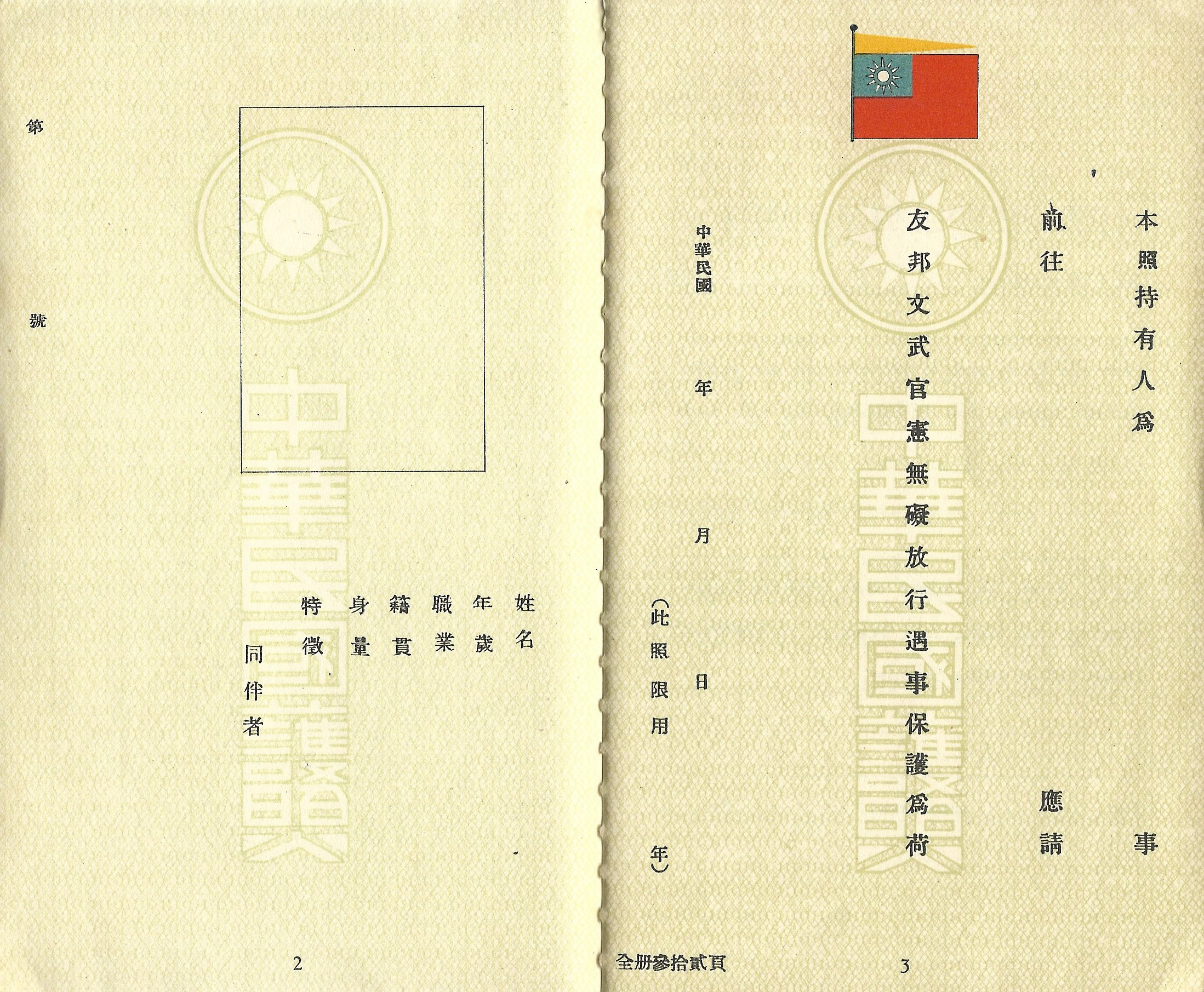
cestovní pas, nepoužitý